# Saint-Martin-des-Lais
 Saint-Martin-des-Lais  là một xã ở tỉnh Allier thuộc miền trung nước Pháp.